# Cerisy-la-Forêt
Cerisy-la-Forêt is een gemeente in het Franse departement Manche (regio Normandië). De plaats maakt deel uit van het arrondissement Saint-Lô. Cerisy-la-Forêt telde op 1 januari 2022 1.014 inwoners.

## Geografie
De oppervlakte van Cerisy-la-Forêt bedroeg op 1 januari 2022 23,81 vierkante kilometer; de bevolkingsdichtheid was toen 42,6 inwoners per km².

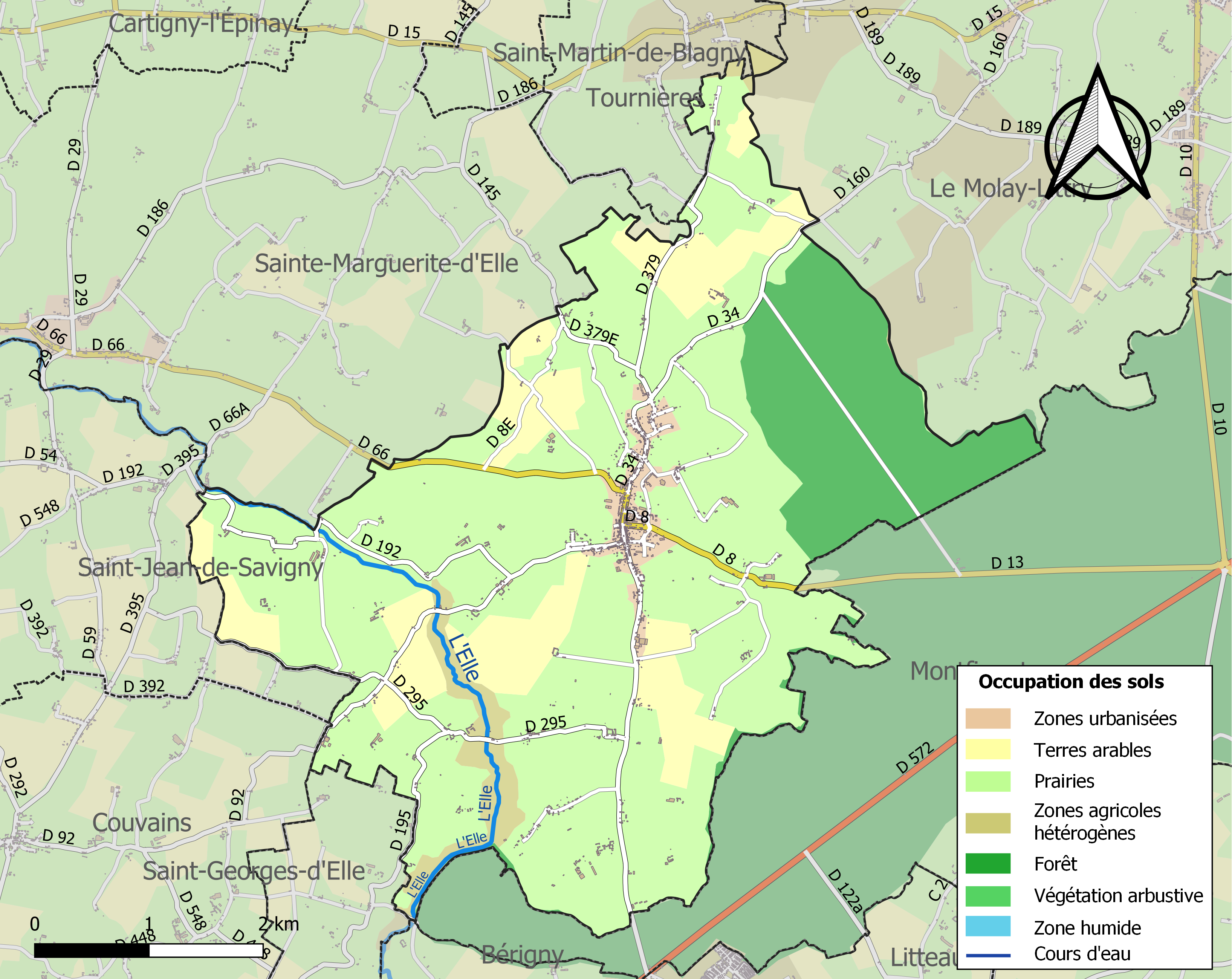
Kaart van de gemeente met de belangrijkste infrastructuur, bodemgebruik en omliggende gemeenten

## Demografie
Onderstaande figuur toont het verloop van het inwonertal (bron: INSEE-tellingen).